# Leptanilla hunanensis
Leptanilla hunanensis is een mierensoort uit de onderfamilie van de Leptanillinae. De wetenschappelijke naam van de soort is voor het eerst geldig gepubliceerd in 1992 door Tang, Li & Chen.